# Perles
Perles è un ex comune francese di 82 abitanti situato nel dipartimento dell'Aisne della regione dell'Alta Francia. Il 1º gennaio 2016 il comune è stato accorpato con quelli di Glennes, Longueval-Barbonval, Merval, Révillon, Vauxcéré e Villers-en-Prayères per formare il nuovo comune di Les Septvallons, di cui è comune delegato.

## Società

### Evoluzione demografica
Abitanti censiti